# Павлиди, Калиопи Анестиевна
Калиопи Анестиевна Павлиди (1909 год, село Кведа-Ачква, Батумский уезд, Батумская область, Российская империя — 16 августа 1995 года, село Дагва, Кобулетский район, Аджария, Грузия) — колхозница колхоза имени Ворошилова Дагвинского сельсовета Кобулетского района Аджарской АССР, Грузинская ССР. Герой Социалистического Труда (1949).

## Биография
Родилась в 1909 году в крестьянской семье в селе Кведа-Ачква Батумского уезда. Окончила местную сельскую школу. Трудилась в частном сельском хозяйстве. После замужества переехала в село Дагва, где стала трудиться в колхозе имени Ворошилова Кобулетского района с усадьбой в селе Дагва, первым председателем которого с 1933 года был Христо Лавасас. Трудилась на чайной плантации в звене Стилиана Салвариди в бригаде № 5, которую возглавлял Алкивиад Иванович Симвулиди
В 1948 году собрала 6619 килограмм сортового зелёного чайного листа с площади 0,5 гектара. Указом Президиума Верховного Совета СССР от 29 августа 1949 года удостоена звания Героя Социалистического Труда за «получение высоких урожаев сортового зелёного чайного листа и цитрусовых плодов в 1948 году» с вручением ордена Ленина и золотой медали «Серп и Молот» (№ 4672).
За выдающиеся трудовые результаты по итогам 1950 года была награждена вторым Орденом Ленина.
Проживала в деревне Дагва. Родственница Героя Социалистического Труда Георгия Павлиди, который был братом её мужа. С 1968 года — персональный пенсионер союзного значения. Умерла в 1995 году. Похоронена на местном сельском кладбище.
Награды
- Герой Социалистического Труда
- Орден Ленина — дважды (1949; (01.09.1951)